# Behuria parvifolia
Behuria parvifolia är en tvåhjärtbladig växtart som beskrevs av Célestin Alfred Cogniaux. Behuria parvifolia ingår i släktet Behuria och familjen Melastomataceae. Inga underarter finns listade i Catalogue of Life.